# Gustav Emil Martinius
Gustav Emil Martinius (* 23. Januar 1851; † 1931) war ein deutscher Jurist und Parlamentarier.

## Leben
Gustav Emil Martinius studierte an der Friedrichs-Universität Halle Rechtswissenschaft. 1869 wurde er Mitglied des Corps Salingia Halle. Nach dem Studium und der Promotion zum Dr. iur. wurde er zunächst Rechtsanwalt in Erfurt und später Notar. 1882–1885 vertrat Martinius als Abgeordneter den Wahlkreises Erfurt 4 (Stadt- und Landkreis Erfurt) im Preußischen Abgeordnetenhaus. Er gehörte der Fraktion der Freikonservativen Partei an. Er erhielt den Charakter Justizrat und war seit 1894 Mitglied der Akademie gemeinnütziger Wissenschaften zu Erfurt. Zuletzt lebte er als Notar a. D. in Naumburg (Saale).